# Кроличьи крысы

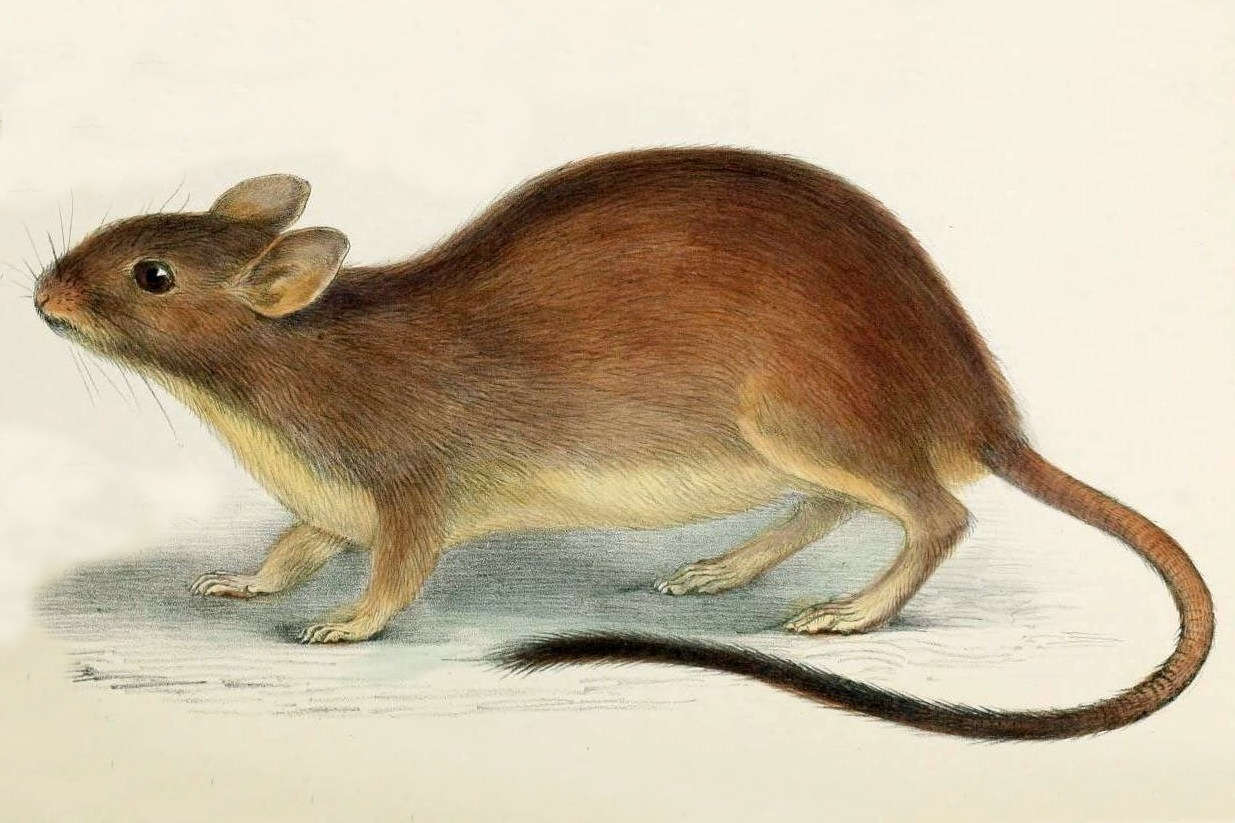
Пушистохвостая кроличья крыса

Кроличьи крысы (лат. Conilurus) — род грызунов семейства мышиных. Описан Уильямом Огилби в 1838 году.

## Распространение
Известны из Австралии, Новой Гвинеи и на острове Мелвилл.

## Внешний вид
Длина тела 16,5—20 см, хвоста — 18—21,5 см. На кончике хвоста имеется ярко выраженный хохолок из шерсти.

## Образ жизни
Это ночные животные. Встречаются в различных биотопах, начиная от прибрежных зон, болот, равнин и лесов. Их наблюдали на литорали, вероятно, во время кормёжки.

## Размножение
Беременность длится 33—35 дней. Приносят от 1 до 4 детёнышей.

## Виды
К роду относят три вида, из них только один ныне живущий:
- † Белоногая кроличья крыса (Conilurus albipes) была распространена в Австралии от южной части Квинсленда до Виктории. Исчезла к началу XIX века[2].
- † Conilurus capricornensis — известен по остаткам зубов, датируемых голоценом и плейстоценом[1]
- Пушистохвостая кроличья крыса (Conilurus penicillatus)